# カーボンデール (イリノイ州)
カーボンデール（Carbondale）は、アメリカ合衆国イリノイ州南部のジャクソン郡にある都市。人口は2万1857人（2020年）。南イリノイ大学システムのメインキャンパスである南イリノイ大学カーボンデール校が立地する学園都市。シカゴ圏の南部にある地域であり、伝統的にシカゴ・ホワイトソックスのファンが多いことで知られている。サザン·イリノイ州立大学(SIU)の影響でシカゴ·ブルズ出身の選手を定期的に輩出している都市でもある。

## 歴史
「カーボンデール」という名は、この町が石炭（カーボン）の採掘場として始まったことに由来している。南北戦争当時、この地は1つの地方自治体（村）となり、南北戦争後、経済と交通の要衝として開発が進んだ。現在、同市の経済で最も重要な地位を占めている南イリノイ大学カーボンデール校は、1874年に同地に設立された。
1969年11月8日には、サイモン&ガーファンクルのコンサートが開催され、その際、録音されていた数曲の音源が海賊盤として広く流出するという出来事があった（CDアルバム『Village Vanguard』の4-11曲目）。

## 地理
カーボンデール市は北緯37度43分35秒、西経89度13分13秒 (37.726418, -89.220270)に位置している。
アメリカ合衆国統計局によると、この都市は総面積31.4 km2 (12.1 mi2) である。このうち30.8 km2 (11.9 mi2) が陸地で0.6 km2 (0.2 mi2) が水地域である。総面積の2.06%が水地域となっている。

## 経済
南イリノイ大学システムのメインキャンパスである南イリノイ大学カーボンデール校があり、約2万5000人の教授や生徒の多くが市内に居住していることから、これらの学校関係者向けの商店や自動車ディーラー、ホテルやレストラン、ファストフード店などが多数存在している。またウォールマート・スーパーセンターやクローガーなどの大型スーパーマーケットがあるほか、セフォラ-コールズのデパートがある。
中心部に「ユニバーシティモール」と呼ばれるショッピングモールが1974年にオープンし、JCペニーやシアーズ、モントゴメリー・ウオードやベッド・バス＆ビヨンド、ヴィクトリアズ・シークレットやAMCの映画館などが入居し賑わっていたが、2020年代前半にはそれらのすべてが撤退し、現在はロス・ドレス・フォー・レスやアメリカン・イーグルがある他は、宗教施設や博物館となっている。
なお、アジアからの留学生が多い南イリノイ大学カーボンデール校の留学生や学生たちを目当てにした、中華料理店や日本料理店、アジア諸国の食材を販売する小規模商店も多数存在する。

## 人口動静
2000年国勢調査で、この都市は人口20,681人、9,981世帯、及び3,493家族が暮らしている。人口密度は671.6/km2 (1,728/mi2) である。356.2/km2 (922.1/mi2) の平均的な密度に10,968軒の住宅が建っている。この都市の人種的な構成は白人66.08%、アフリカン・アメリカン23.14%、先住民0.22%、その他の人種1.42%、及び混血2.40%である。人口の3.05%がヒスパニックまたはラテン系である。
この都市の9,981世帯のうち、18歳未満の未成年者のいる世帯が17.0%、同居している夫婦の世帯が22.1%、夫のいない女性の世帯が10.1%、及び単身世帯が65.0%である。43.5%の世帯所有者が独立生計を営んでおり、6.9%が1人暮らしの65歳以上の高齢者世帯である。1世帯辺りの構成人数は平均1.99人であり、1家族辺りの構成人数は平均2.78人である。
この都市の住民の年齢構成は南イリノイ大学の影響を強く受けている。15.8%が18歳未満の未成年者、18歳以上24歳以下が35.4%、25歳以上44歳以下が27.1%、45歳以上64歳以下が12.5%、及び65歳以上が9.3%となっている。中央値年齢は25歳である。女性100人ごとに対して男性は106.2人である。18歳以上の女性100人ごとに対して男性は105.6人である。
この都市内の世帯ごとの平均的な収入は15,882米ドルであり、家族ごとの平均的な収入は34,601米ドルである。男性は30,217米ドルに対して女性は24,114米ドルの平均的な収入がある。
この都市の一人当たりの収入は13,346米ドルである。人口の41.4%及び家族の23.5%は貧困線以下である。全人口のうち18歳未満の32.1%及び65歳以上の13.2%は貧困線以下の生活を送っている。しかし、これらの貧困線の数値は、直接的な就労を行っておらず、州外、時には国外に在住する親からの仕送りや奨学金で生計を担っている学生たちが住民の多数を占めているということにも由来している。

## 交通

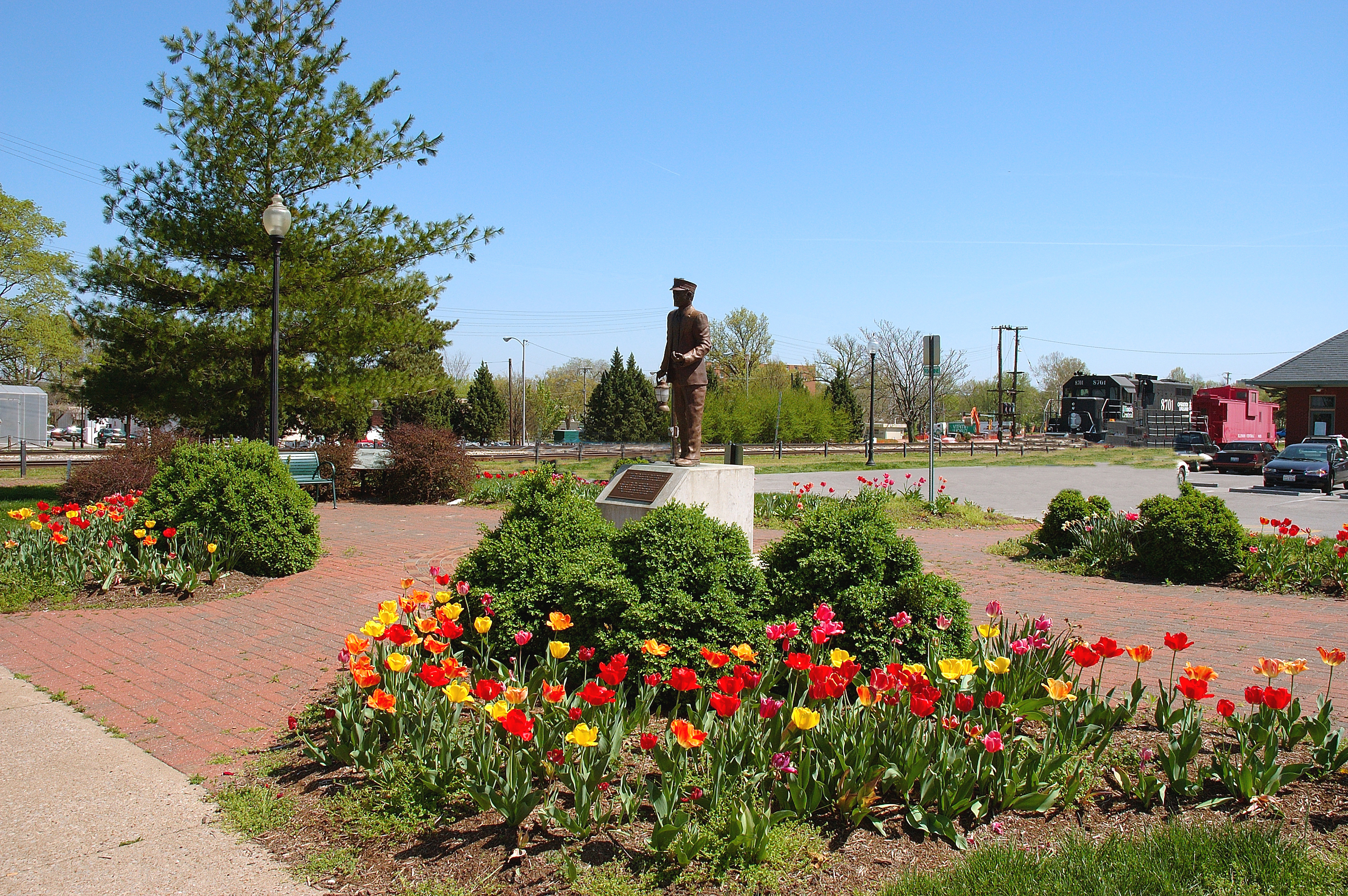
カーボンデール駅にある銅像。カーボンデールの鉄道史を後年に伝えるために寄付によって設置された。最初の列車が来たのは1854年7月4日のことで、最多で1日平均53本もの列車がこの駅に来ていた。

### 空港
- ヴェテランズ・エアポート・オブ・サザンイリノイ空港
  - 市内から16キロメートルほどの距離のマリオン市外にある。セントルイス・ランバート国際空港やシカゴのオヘア国際空港へのケープ・エアの定期便がそれぞれ1日に2-3便就航している。
- サザンイリノイ空港
  - 市内から8キロメートルほどの距離にある。南イリノイ大学カーボンデール校の航空学部があり、夏には祭りが開催される。2000年代までは旅客ターミナルもあり、当時はオヘア国際空港や州都のスプリングフィールドなどへユナイテッド航空の定期便が就航していた。

### 鉄道
- アムトラックのイリニ号 (Illini) 及びサルーキ号 (Saluki) （英語版記事）がカーボンデール駅まで毎日運行されており、シカゴ・ユニオン駅と6時間ほどで結ばれている。また、シティ・オブ・ニューオーリンズも停車する。

### バス
- シカゴとニューオーリンズ間を結ぶグレイハウンドの定期バスが、1日数便市内の停留所に停まる。

### 高速道路
- シカゴまたはメンフィス方面に向かうにはマリオンにある州間高速道路57号線のインターチェンジが、またセントルイス、カンザスシティ方面に向かうにはナッシュビル（英語版）にある州間高速道路64号線のインターチェンジが、それぞれ最寄りとなる。

## 名物
カーボンデールはまた、毎年のハロウィンの際に発生する大騒動でも全米に知られている。ハロウィン期間中、「ストリップ」と呼ばれる中心街の商店やバーは騒動（主に酒に酔った群衆によるもの）による被害を防ぐために閉店する。これらの騒動は、期間中に警察に逮捕される者の殆どがカーボンデール市外の人間であることから、暫し市外から集まった学生が多くを占める南イリノイ大学カーボンデール校の存在が原因であるとされてしまう場合が多い。
同市で最も有名な場所としては、南イリノイ大学カーボンデール校のキャンパスからハイウェイ51号線に沿った、前述の「ストリップ」と呼ばれる中心街である。この通りには数多くの商店やレストランの照明やネオンサインが並んでいる。

## 主な姉妹都市・友好都市
- 胎内市（新潟県。1988年、旧・北蒲原郡中条町の時代に姉妹都市提携）
- 台南市（中華民国）
- シムラ（インド、ヒマーチャル・プラデーシュ州）

## 出身有名人
- ポール・ギルバート - ロックバンド「MR. BIG」「レーサーX」のギタリストとして知られるミュージシャン。